# Fatjon Jusufi
Fatjon Jusufi (in macedone Фатјон Јусуфи?; Tetovo, 17 dicembre 1995) è un calciatore macedone, centrocampista del Ferizaj.

## Carriera
L'11 maggio 2014 fa il suo debutto nella massima serie del campionato macedone con la maglia del Renova.